# Flygvapenfrivilligas Riksförbund
Flygvapenfrivilligas Riksförbund (FVRF) är en organisation som stödjer Svenska flygvapnet och har funnits sedan 1940.
Hela Sverige är indelat i fem olika regioner som är följande: Nord (Norrbottens flygflottilj), Mitt (Luftstridsskolan), Öst (Malmens flygplats), Väst (Skaraborgs flygflottilj), Syd (Blekinge flygflottilj).
FVRF bedriver ungdomsverksamhet för ungdomar mellan 15 och 20 år samt vuxenutbildningar.